# Derrick Kellier
Derrick Flavius Kellier (* 27. Mai 1947 in St. James) ist ein jamaikanischer Politiker der People’s National Party (PNP). Er war von März 2006 bis September 2007 und ist wieder seit dem 6. Januar 2012 jamaikanischer Minister für Arbeit und soziale Sicherheit (Minister of Labour and Social Security), seit Oktober 2014 auch für Landwirtschaft (Agriculture).

## Leben
Kellier besuchte die Roehampton Primary School in St. James und ging anschließend auf die Calabar High School. Er war danach in der Landwirtschaft und als Unternehmer tätig. Er war zeitweise Vorsitzender der Youth Action Movement, Präsident der National Union of Young Farmers und Vorsitzender der PNP-Jugendorganisation.
Er wurde erstmals im Februar 1989 im Wahlkreis Southern St. James ins Repräsentantenhaus gewählt und konnte den Wahlkreis auch bei den Wahlen 1993, 1997, 2002, 2007 und 2011 für die PNP gewinnen. Von 1989 bis 1995 war Kellier als Parlamentarischer Sekretär in verschiedenen Ministerien tätig. Danach diente er als Staatsminister im Office of the Prime Minister und ab Oktober 2002 im Ministerium für nationale Sicherheit.
Als Portia Simpson Miller am 30. März 2006 Premierministerin wurde, berief sie Kellier einen Tag später als Minister für Arbeit und soziale Sicherheit in ihr Kabinett. Er blieb im Amt, bis die PNP nach der Wahlniederlage im September 2007 in die Opposition ging. Nachdem die PNP die Wahlen vom 29. Dezember 2011 gewonnen hatte und wieder die Regierung übernahm, berief Premierministerin Simpson Miller ihn erneut als Minister für Arbeit und soziale Sicherheit. Seine Vereidigung als Minister fand am 6. Januar 2012 statt. Seit Oktober ist er zudem als Minister auch für das Ressort Landwirtschaft zuständig.
Kellier ist verheiratet und Vater von vier Kindern.